# Mary Oyaya
Mary Oyaya (Mombasa, 18 luglio ...) è un'attrice keniota.

## Biografia

### Le origini
Mary Oyaya nasce a Mombasa, Kenya. Maggiore di quattro fratelli e figlia di diplomatici.

Si laurea presso l'Alliant International University in Relazioni Internazionali e consegue due master in Relazioni Internazionali e Sviluppo Sociale Internazionale all'University of New South Wales (UNSW) in Sydney, Australia.

### La carriera
La carriera di Mary Oyaya inizia con gli spot televisivi, da cui poi passa al piccolo e al grande schermo inizialmente con ruoli da comparsa in Lost Souls - La profezia, Farscape, Kangaroo Jack o Matrix Reloaded e Revolutions.
La svolta avviene nel 2002, quando viene scelta per ricoprire un ruolo in Star Wars: Episodio II - L'attacco dei cloni; inizialmente avrebbe dovuto interpretare uno dei senatori del Senato galattico di Coruscant, ma in un secondo tempo è stata scelta per impersonare Luminara Unduli, Maestra Jedi e generale della Repubblica Galattica.